# ウルワツタイガー
ウルワツタイガーは、日本の鞄メーカー「株式会社VANGVI」が企画・製造・販売を行っている鞄ブランドである。主にトートバッグを企画・製造・販売し、ユニセックスでカジュアルやビジネス向けの商品を発表している。

## 概要
ウルワツタイガーの起源は、2012年に創業者が世界中を旅して廻っていた時に、一人のホテルオーナーであるコカロットと出逢ったことから始まる。鞄作りにおいて重要とされる生地を通して鞄作りを学び、数年かけてベトナム、韓国、中国、インドネシアを廻り3,000店舗以上の生地屋に実際に足を運んだ。東京の職人によって一つ一つ手技で磨かれる純正のゴールド調のエンブレムが特徴で、模倣に極めて厳しい日本国内で複数の模倣品が出た。
SDGsへの取り組みから【デザインの使い捨てを無くす】を理念として時間をかけて商品を作ることもあり、2012創業から現在まで（2021年4月時）12種類の限られたデザイン展開となる。
※ウルワツタイガーの英語表記はUluWatu TigerとUWTが大文字である。

## 沿革
2017年（平成29年）ウルワツタイガーの定番商品となるORIGINAL LOGOシリーズを発表。
2020年（令和2年）多機能ポケットモデルUluWatu BND M/Fを発表。ウルワツタイガーのシンプルでベーシックなスタイルを一新した多機能設計でメディアで取り上げられた。
2021年（令和3年）現代アーティスト・画家のANA翼の王国の表紙を担当する松田光一と「世界を旅したネコ」のコラボを発表。

## 会社沿革
2012年（平成24年）により創業者がアパレル製品及び雑貨の企画販売を始める。
2017年（平成29年）現在の株式会社VANGVIが福岡市中央区赤坂に本社を構える。
2018年（平成30年）事業規模の拡大により福岡市中央区警固に本社を移転。
2019年（平成31年）事業規模の拡大により糸島市二丈松国に本社を移転。
2020年（令和2年）事業規模の拡大により糸島市二丈深江に新たに事務所を開設する。